# アメリカズゲーム 〜スーパーボウルチャンピオンズ〜
『アメリカズゲーム 〜スーパーボウルチャンピオンズ〜』は、NFLフィルムズが製作したスーパーボウルに関するドキュメンタリー番組。

## 概説
NFLネットワークとCBSによって放送された。第1回から第46回までのスーパーボウルチャンピオンになったチームを特集している。当時のビデオ、音声、インタビューの他に3,4人への新たなインタビューによるものが加わり、ハリウッドスターがナレーションを務めている。インタビューに出演しているのはアーニー・アコーシとリック・ダルリンプルの2名を除いて、いずれも選手、コーチである。2007年にスポーツ・エミー賞を3部門で受賞している。
2007年2月4日の第41回スーパーボウルを前に過去40回のチャンピオンチームのうち、53人の識者により選ばれた歴代最強20チーム分が放送されることとなり、2006年11月からNFLネットワークで18エピソードが放送され、最後の2エピソードは第41回スーパーボウルの前日にCBSスポーツより放送された。残る20チームのエピソードは2007年2月から4月のオフシーズンに放送された。その後2007年のNFL開幕前日に第41回スーパーボウルのエピソードが放送され、第42回スーパーボウルから第46回スーパーボウルチャンピオンについても同様に放送されている。
2008年9月18日からスピンオフ作品としてスーパーボウルを逃したチームを特集した「America's Game: The Missing Rings」というシリーズが5作品製作された。
2007年8月、Sky Sportsで放送された。またメキシコ、カナダ（The Sports Network）、日本（GAORA）でも放送されている。

## 作品一覧
| 回数   | シーズン | チーム                                 | ナレーター                   | 回想                                                                                        |
| ------ | -------- | -------------------------------------- | ---------------------------- | ------------------------------------------------------------------------------------------- |
| 第1回  | 1966年   | グリーンベイ・パッカーズ               | ドナルド・サザーランド       | ビル・カリー ウィリー・デービス バート・スター                                              |
| 第2回  | 1967年   | グリーンベイ・パッカーズ               | トム・セレック               | チャック・マーセイン デイブ・ロビンソン ジェリー・クレイマー                                |
| 第3回  | 1968年   | ニューヨーク・ジェッツ                 | アレック・ボールドウィン     | ジョー・ネイマス ジェリー・フィルビン ドン・メイナード                                      |
| 第4回  | 1969年   | カンザスシティ・チーフス               | マーティン・シーン           | レン・ドーソン ウィリー・レニエル ジム・リンチ                                              |
| 第5回  | 1970年   | ボルチモア・コルツ                     | エド・ハリス                 | ビル・カリー マイク・カーティス ババ・スミス アーニー・アコーシ                             |
| 第6回  | 1971年   | ダラス・カウボーイズ                   | マーティン・シーン           | ボブ・リリー ロジャー・ストーバック ドウェイン・トーマス                                    |
| 第7回  | 1972年   | マイアミ・ドルフィンズ                 | アレック・ボールドウィン     | マニー・フェルナンデス ドン・シュラ ラリー・ゾンカ                                          |
| 第8回  | 1973年   | マイアミ・ドルフィンズ                 | エド・ハリス                 | ディック・アンダーソン ボブ・クーチェンバーグ マーキュリー・モリス                          |
| 第9回  | 1974年   | ピッツバーグ・スティーラーズ           | エド・ハリス                 | フランコ・ハリス ミーン・ジョー・グリーン アンディ・ラッセル                                |
| 第10回 | 1975年   | ピッツバーグ・スティーラーズ           | ブルース・ウィリス           | リン・スワン ドワイト・ホワイト マイク・ワグナー                                            |
| 第11回 | 1976年   | オークランド・レイダース               | ローレンス・フィッシュバーン | ジョン・マッデン ケン・ステイブラー フィル・ビラピアーノ                                    |
| 第12回 | 1977年   | ダラス・カウボーイズ                   | ローレンス・フィッシュバーン | トーマス・ヘンダーソン トニー・ドーセット ドリュー・ピアソン チャーリー・ウォーターズ       |
| 第13回 | 1978年   | ピッツバーグ・スティーラーズ           | ブルース・ウィリス           | ロッキー・ブライアー メル・ブラント ランディ・グロスマン ミーン・ジョー・グリーン           |
| 第14回 | 1979年   | ピッツバーグ・スティーラーズ           | エド・ハリス                 | ジョン・バナザック L・C・グリーンウッド ジョン・ストールワース                              |
| 第15回 | 1980年   | ロサンゼルス・レイダース               | エド・ハリス                 | ジム・プランケット ジーン・アップショー マット・ミレン                                      |
| 第16回 | 1981年   | サンフランシスコ・フォーティナイナーズ | ジーン・ハックマン           | ドワイト・クラーク ロニー・ロット ランディ・クロス                                          |
| 第17回 | 1982年   | ワシントン・レッドスキンズ             | アレック・ボールドウィン     | ラス・グリム ジョー・サイズマン リック・ウォーカー                                          |
| 第18回 | 1983年   | ロサンゼルス・レイダース               | アレック・ボールドウィン     | マーカス・アレン トッド・クリステンセン ハウィー・ロング                                    |
| 第19回 | 1984年   | サンフランシスコ・フォーティナイナーズ | ジーン・ハックマン           | ラス・フランシス キーナ・ターナー ドワイト・ヒックス                                        |
| 第20回 | 1985年   | シカゴ・ベアーズ                       | アレック・ボールドウィン     | マイク・ディトカ ジム・マクマーン マイク・シングレタリー                                    |
| 第21回 | 1986年   | ニューヨーク・ジャイアンツ             | ローレンス・フィッシュバーン | ビル・パーセルズ フィル・シムズ ローレンス・テイラー                                        |
| 第22回 | 1987年   | ワシントン・レッドスキンズ             | ジーン・ハックマン           | ダグ・ウィリアムズ ジェフ・ボスティック ダレル・グリーン                                    |
| 第23回 | 1988年   | サンフランシスコ・フォーティナイナーズ | エド・ハリス                 | ビル・ウォルシュ ハリス・バートン ロジャー・クレイグ                                        |
| 第24回 | 1989年   | サンフランシスコ・フォーティナイナーズ | ジーン・ハックマン           | トム・ラスマン ジョージ・シーファート ジェリー・ライス                                      |
| 第25回 | 1990年   | ニューヨーク・ジャイアンツ             | アレック・ボールドウィン     | オーティス・アンダーソン カール・バンクス ジェフ・ホステトラー                              |
| 第26回 | 1991年   | ワシントン・レッドスキンズ             | ドナルド・サザーランド       | ジョー・ギブス マーク・リッピン チャールズ・マン                                            |
| 第27回 | 1992年   | ダラス・カウボーイズ                   | アレック・ボールドウィン     | トロイ・エイクマン マイケル・アービン ケン・ノートン・ジュニア                              |
| 第28回 | 1993年   | ダラス・カウボーイズ                   | エド・ハリス                 | ビル・ベイツ エミット・スミス ジミー・ジョンソン                                            |
| 第29回 | 1994年   | サンフランシスコ・フォーティナイナーズ | ブルース・ウィリス           | スティーブ・ヤング ブレント・ジョーンズ マートン・ハンクス                                  |
| 第30回 | 1995年   | ダラス・カウボーイズ                   | エド・ハリス                 | ダレン・ウッドソン リック・ダルリンプル ダリル・ジョンストン ラリー・ブラウン               |
| 第31回 | 1996年   | グリーンベイ・パッカーズ               | ブルース・ウィリス           | ブレット・ファーヴ マイク・ホルムグレン デズモンド・ハワード                                |
| 第32回 | 1997年   | デンバー・ブロンコス                   | アレック・ボールドウィン     | ジョン・エルウェイ ハワード・グリフィス ニール・スミス                                      |
| 第33回 | 1998年   | デンバー・ブロンコス                   | ケビン・ベーコン             | テレル・デービス マーク・シュレーレス シャノン・シャープ                                    |
| 第34回 | 1999年   | セントルイス・ラムズ                   | マーティン・シーン           | デマルコ・ファー ディック・ヴァーミール カート・ワーナー                                    |
| 第35回 | 2000年   | ボルチモア・レイブンズ                 | アレック・ボールドウィン     | ブライアン・ビリック トレント・ディルファー レイ・ルイス                                    |
| 第36回 | 2001年   | ニューイングランド・ペイトリオッツ     | マーティン・シーン           | トム・ブレイディ ロイヤー・ミロイ アダム・ビナティエリ                                      |
| 第37回 | 2002年   | タンパベイ・バッカニアーズ             | ローレンス・フィッシュバーン | ウォーレン・サップ ジョン・グルーデン ジョン・リンチ                                        |
| 第38回 | 2003年   | ニューイングランド・ペイトリオッツ     | トム・セレック               | チャーリー・ワイス ロドニー・ハリソン ウィリー・マクギネスト                                |
| 第39回 | 2004年   | ニューイングランド・ペイトリオッツ     | ローレンス・フィッシュバーン | トロイ・ブラウン テディ・ブルスキ ビル・ベリチック                                          |
| 第40回 | 2005年   | ピッツバーグ・スティーラーズ           | トム・セレック               | ジェローム・ベティス ジョーイ・ポーター ビル・カウワー                                      |
| 第41回 | 2006年   | インディアナポリス・コルツ             | ドナルド・サザーランド       | ペイトン・マニング トニー・ダンジー ジェフ・サタデー                                        |
| 第42回 | 2007年   | ニューヨーク・ジャイアンツ             | ジェームズ・ガンドルフィーニ | イーライ・マニング トム・コフリン マイケル・ストレイハン                                    |
| 第43回 | 2008年   | ピッツバーグ・スティーラーズ           | ジョン・ハム                 | ベン・ロスリスバーガー マイク・トムリン トロイ・ポラマル                                    |
| 第44回 | 2009年   | ニューオーリンズ・セインツ             | ブラッド・ピット             | ショーン・ペイトン ドリュー・ブリーズ ジョナサン・ヴィルマ                                  |
| 第45回 | 2010年   | グリーンベイ・パッカーズ               | ジョン・スラッテリー         | マイク・マッカーシー アーロン・ロジャース チャールズ・ウッドソン                            |
| 第46回 | 2011年   | ニューヨーク・ジャイアンツ             | アレック・ボールドウィン     | イーライ・マニング ビクター・クルーズ トム・コフリン                                        |
| 第47回 | 2012年   | ボルチモア・レイブンズ                 | エドワード・ノートン         | ジョー・フラッコ ジョン・ハーボー レイ・ルイス                                              |
| 第48回 | 2013年   | シアトル・シーホークス                 | ジム・カヴィーゼル           | ラッセル・ウィルソン リチャード・シャーマン ピート・キャロル                                |
| 第49回 | 2014年   | ニューイングランド・ペイトリオッツ     | クリス・エヴァンス           | ロブ・グロンコウスキー ジュリアン・エデルマン デビン・マコーティー                          |
| 第50回 | 2015年   | デンバー・ブロンコス                   | トレイ・パーカー             | デマーカス・ウェア ボン・ミラー ペイトン・マニング                                          |
| 第51回 | 2016年   | ニューイングランド・ペイトリオッツ     | クリス・エヴァンス           | ルギャレット・ブラント ジュリアン・エデルマン ドンタ・ハイタワー                            |
| 第52回 | 2017年   | フィラデルフィア・イーグルス           | カーソン・ウェンツ           | ニック・フォールズ ブランドン・グレアム ルギャレット・ブラント                              |
| 第53回 | 2018年   | ニューイングランド・ペイトリオッツ     | ジョン・シナ                 | ジュリアン・エデルマン デビン・マコーティー ジェイソン・マコーティー ロブ・グロンコウスキー |
| 第54回 | 2019年   | カンザスシティ・チーフス               | ポール・ラッド               | パトリック・マホームズ トラビス・ケルシー タイラン・マシュー                                |
| 第55回 | 2020年   | タンパベイ・バッカニアーズ             | ジョン・シナ                 | マイク・エバンス デビン・ホワイト レナード・フォーネット                                    |
| 第56回 | 2021年   | ロサンゼルス・ラムズ                   |                              |                                                                                             |
| 第57回 | 2022年   | カンザスシティ・チーフス               |                              |                                                                                             |
| 第58回 | 2023年   | カンザスシティ・チーフス               |                              |                                                                                             |
| 第59回 | 2024年   | フィラデルフィア・イーグルス           |                              |                                                                                             |

## アメリカズゲーム 〜ミッシング・リングス〜
| シーズン | チーム                       | ナレーター                   | 回想                                                   |
| -------- | ---------------------------- | ---------------------------- | ------------------------------------------------------ |
| 1969年   | ミネソタ・バイキングス       | トム・セレック               | ジョー・キャップ ジム・マーシャル バド・グラント       |
| 1981年   | サンディエゴ・チャージャーズ | トム・セレック               | ダン・ファウツ ケレン・ウィンズロー ハンク・バウアー   |
| 1988年   | シンシナティ・ベンガルズ     | ジェフリー・ライト           | ブーマー・アサイアソン サム・ワイチ ティム・クラムライ |
| 1990年   | バッファロー・ビルズ         | アレック・ボールドウィン     | マーブ・リービー ジム・ケリー ダリル・タリー           |
| 1998年   | ミネソタ・バイキングス       | ジェームズ・ガンドルフィーニ | クリス・カーター ジョン・ランドル デニス・グリーン     |

## NFLネットワークが選ぶ歴代スーパーボウルチャンピオン
1. 1972年のドルフィンズ（第7回）
2. 1985年のベアーズ（第20回）
3. 1978年のスティーラーズ（第13回）
4. 1989年のナイナーズ（第24回）
5. 1992年のカウボーイズ（第27回）
6. 1966年のパッカーズ（第1回）
7. 1975年のスティーラーズ（第10回）
8. 1984年のナイナーズ（第19回）
9. 2004年のペイトリオッツ（第39回）
10. 1976年のレイダース（第11回）
11. 1977年のカウボーイズ（第12回）
12. 1998年のブロンコス（第33回）
13. 1986年のジャイアンツ（第21回）
14. 1991年のレッドスキンズ（第26回）
15. 1971年のカウボーイズ（第6回）
16. 1996年のパッカーズ（第31回）
17. 1994年のナイナーズ（第29回）
18. 1969年のチーフス（第4回）
19. 1999年のラムズ（第34回）
20. 1983年のレイダース（第18回）

## 反応
自身が率いたチームが20位にランクされたトム・フローレスはオークランド・レイダースのHPで自身のチームは歴代5位以内に入ると反論した。
2006年12月21日、NFLトータルアクセス・オン・ロケーション (NFL Total Access on Location) の番組内で、マーシャル・フォークは自身の所属していた1999年のセントルイス・ラムズが史上最強チームであると述べた。またディオン・サンダースは1994年のナイナーズ、1995年のカウボーイズは共に歴代トップ10に入るべきであり、2000年のレイブンズはトップ5に入れられるべきと語った。